# علیرضا بابایی
علیرضا بابائی (زاده ۱ تیر ۱۳۸۲) بازیکن فوتبال اهل ایران است. که برای باشگاه فوتبال پارسیان در پست مدافع بازی می‌کند.

## سوابق باشگاهی
وی در تیر ۱۴۰۱ به تیم امید باشگاه فوتبال پرسپولیس پیوست و در نقل و انتقالات نیم فصل به تیم بزرگسالان پرسپولیس اضافه شد. بابایی در ۷ بهمن ۱۴۰۱ در هفته ۱۷ لیگ برتر فوتبال ایران در مقابل تیم فولاد خوزستان به‌عنوان بازیکن تعویضی در دقیقه ۷۵ وارد بازی شد و اولین بازی خود را برای این انجام داد.

## افتخارات
پرسپولیس
- لیگ برتر خلیج فارس
  - قهرمان (۲): ۰۲–۱۴۰۱، ۰۳–۱۴۰۲